# Hope Davis
Hope Davis, ameriška filmska igralka, * 23. marec 1964, Englewood, New Jersey.

## Življenjepis
Hope je bila rojena kot drugi od treh otrok materi Joan in očetu Williamu v Englewoodu v ameriški zvezni državi New Jersey.
Prvo filmsko vlogo je dobila v filmu Tanka linija smrti leta 1990. V filmu je igrala zaročenko Williama Baldwina. Kasneje je začela nastopati tudi v gledališčih in v televizijskih serijah.

## Filmografija

### Film
| Leto | Naslov                              | Vloga                          | Opombe |
| ---- | ----------------------------------- | ------------------------------ | ------ |
| 1990 | Tanka linija smrti                  | Anne Coldren                   |        |
| 1990 | Sam doma                            | Francoska uslužbenka na okencu |        |
| 1995 | Run for Cover                       | Prescotova tajnica             |        |
| 1995 | Kiss of Death                       | Juniorjevo dekle               |        |
| 1996 | The Daytrippers                     | Eliza Malone D'Amico           |        |
| 1996 | Mr. Wrong                           | Annie                          |        |
| 1997 | The Myth of Fingerprints            | Margaret                       |        |
| 1997 | Guy                                 | Camera                         |        |
| 1998 | Next Stop Wonderland                | Erin Castleton                 |        |
| 1998 | The Impostors                       | Emily Essendine                |        |
| 1999 | Arlington Road                      | Brooke Wolfe                   |        |
| 1999 | Mumford                             | Sofie Crisp                    |        |
| 2000 | Joe Gould's Secret                  | Therese Mitchell               |        |
| 2001 | Final                               | Dr. Ann Johnson                |        |
| 2001 | Domači kraj                         | Liz Garfield                   |        |
| 2002 | Gospod Schmidt                      | Jeannie Schmidt                |        |
| 2002 | The Secret Lives of Dentists        | Dana Hurst                     |        |
| 2003 | American Splendor                   | Joyce Brabner                  |        |
| 2005 | Matador                             | Carolyn 'Bean' Wright          |        |
| 2005 | Duma                                | Kristin                        |        |
| 2005 | Dokaz                               | Claire                         |        |
| 2005 | Vremenar                            | Noreen                         |        |
| 2006 | Zloglasen                           | Slim Keith                     |        |
| 2006 | The Hoax                            | Andrea Tate                    |        |
| 2007 | Devetice                            | Sarah / Susan / Sierra         |        |
| 2007 | Charlie Bartlett                    | Marilyn Bartlett               |        |
| 2008 | Prispodoba                          | Madeleine Gravis               |        |
| 2008 | Genova                              | Marianne                       |        |
| 2009 | The Lodger                          | Ellen Bunting                  |        |
| 2011 | The Družinsko drevo                 | Bunnie Burnett                 |        |
| 2011 | Real Steel                          | Aunt Debra                     |        |
| 2012 | Disconnect                          | Lydia Boyd                     |        |
| 2013 | Louder Than Words                   | Brenda Fareri                  |        |
| 2015 | Wild Card                           | Cassandra                      |        |
| 2016 | Stotnik Amerika: Državljanska vojna | Maria Stark                    |        |
| 2017 | Rebel in the Rye                    | Miriam Salinger                |        |

### Televizija
| Leto      | Naslov                                 | Vloga           | Opombe                     |
| --------- | -------------------------------------- | --------------- | -------------------------- |
| 2000–2001 | Deadline                               | Brooke Benton   | 13 epizod                  |
| 2006–2007 | Six Degrees                            | Laura Morgan    | 13 epizod                  |
| 2009      | In Treatment                           | Mia             | 7 epizod                   |
| 2010      | The Special Relationship               | Hillary Clinton | Televizijski film          |
| 2011      | Spring/Fall                            | Eden            | Pilot                      |
| 2011      | The Miraculous Year                    | Mandy Vance     | Pilot                      |
| 2011      | Mildred Pierce                         | Mrs. Forrester  | 3 epizode                  |
| 2012–2013 | The Newsroom                           | Nina Howard     | 5 epizod                   |
| 2013      | Zakon in red: Enota za posebne primere | Viola Mesner    | Epizoda: "Rojeni psihopat" |
| 2013      | The Ordained                           | Packy           | Pilot                      |
| 2015      | Allegiance                             | Katya O'Connor  | 13 epizod                  |
| 2015–2016 | Wayward Pines                          | Megan Fisher    | 14 epizod                  |
| 2016      | American Crime                         | Steph Sullivan  | 7 epizod                   |
| 2018 -    | For the People                         | Jill Carlan     | 10 epizod                  |

## Gledališče
| Leto      | Naslov                                    | Vloga                                   | Opombe                    |
| --------- | ----------------------------------------- | --------------------------------------- | ------------------------- |
| 1992      | Goodnight Desdemona (Good Morning Juliet) | Juliett / Študentka / Ciprska vojakinja | East 13th Street Theatre  |
| 1992      | Two Shakespearean Actors                  | Miss Anne Holland                       | Cort Theatre              |
| 1993      | Milo za drago                             | Mariana                                 | Delacorte Theater         |
| 1993      | Pterodactyls                              | Emma Duncan                             | Vineyard Theatre          |
| 1995–1996 | The Food Chain                            | Amanda                                  | Westside Theatre          |
| 1997–1998 | Ivanov                                    | Sasha                                   | Vivian Beaumont Theatre   |
| 2000      | Spinning Into Butter                      | Sarah                                   | Lincoln Center            |
| 2005      | Hope Leaves the Theater                   | Various roles                           | St. Ann's Warehouse       |
| 2009      | God of Carnage                            | Annette                                 | Bernard B. Jacobs Theatre |
| 2016–2017 | The Red Barn                              | Ingrid Dodd                             | Royal National Theatre    |

## Nagrade in nominacije
| Leto | Nagrada                                | Kategorija                                                            | Nominiranec                                    | Izid        |
| ---- | -------------------------------------- | --------------------------------------------------------------------- | ---------------------------------------------- | ----------- |
| 1994 | Drama Desk Award                       | Outstanding Featured Actreess in a Play                               | Pterodactyls                                   | nominiran/a |
| 2002 | New York Film Critics Circle Award     | Best Supporting Actress                                               | About Schmidt                                  | nominiran/a |
| 2003 | Village Voice Film Poll                | Best Supporting Performance                                           | American Splendor                              | nominiran/a |
| 2003 | New York Film Critics Circle Award     | Best Actress                                                          | The Secret Lives of Dentists American Splendor | Osvojil/a   |
| 2004 | National Society of Film Critics Award | Best Actress                                                          | The Secret Lives of Dentists American Splendor | nominiran/a |
| 2004 | Chicago Film Critics Association Award | Best Actress                                                          | American Splendor                              | nominiran/a |
| 2004 | Zlati globus                           | Najboljša stranska vloga v filmu                                      | American Splendor                              | nominiran/a |
| 2004 | Satellite Award                        | Najboljša igraka – Muzikal ali komedija                               | American Splendor                              | nominiran/a |
| 2004 | Independent Spirit Award               | Najboljša stranska igralka                                            | The Secret Lives of Dentists                   | nominiran/a |
| 2008 | Gotham Independent Film Awards         | Best Ensemble Cast                                                    | Synecdoche, New York                           | Osvojil/a   |
| 2009 | Independent Spirit Awards              | Robert Altman                                                         | Synecdoche, New York                           | Osvojil/a   |
| 2009 | Tony Award                             | Najboljša igralka                                                     | God of Carnage                                 | nominiran/a |
| 2009 | Primetime Emmy Award                   | Izjemna stranska igralka v dramski seriji                             | In Treatment                                   | nominiran/a |
| 2010 | Primetime Emmy Award                   | Izjemna glavna igralka v miniseriji ali filmu                         | The Special Relationship                       | nominiran/a |
| 2010 | Satellite Award                        | Najboljša igralka – Miniserije ali televizijski film                  | The Special Relationship                       | nominiran/a |
| 2011 | Zlati globus                           | Najboljša stranska igralka – Serije, miniserije ali televizijski film | The Special Relationship                       | nominiran/a |